# Federazione calcistica dell'Estonia
La Federazione calcistica dell'Estonia (in estone Eesti Jalgpalli Liit, acronimo EJL) è il massimo organo amministrativo del calcio in Estonia.
Pone sotto la propria egida il campionato di calcio locale (compresa la Meistriliiga, massima divisione), la Coppa d'Estonia e la Nazionale. Fondata nel 1921, è diventata membro della FIFA nel 1923, ma fu sciolta durante l'occupazione sovietica. Nel 1992, anno in cui lo Stato raggiunse l'indipendenza, si affiliò all'UEFA.